# Paul Jedrasiak

a Compétitions nationales et continentales officielles uniquement.

b Matchs officiels uniquement.
Dernière mise à jour le 17 juillet 2024.
Paul Jedrasiak, né le 6 février 1993 à Montluçon (Allier), est un joueur international français de rugby à XV évoluant au poste de deuxième ligne au sein de l'effectif du Castres olympique.
Il obtient sa première cape avec l'équipe de France lors du premier match du Tournoi des Six Nations 2016.
Avec l'ASM Clermont Auvergne, club avec lequel il évolue de 2013 en 2024 en professionnel, il devient champion de France en 2017 et remporte le Challenge européen en 2019.

## Biographie

### Débuts dans le rugby et chez les espoirs
Paul Jedrasiak, né le 6 février 1993 dans la ville de Montluçon, est le fils de Jean-Pierre Jedrasiak, dont les parents sont arrivés de Pologne peu avant la Seconde Guerre mondiale, et Liliane Guillemard, d'origine italienne,. Il grandit à Châteauroux où il rejoint à l'âge de huit ans l'école de rugby du Rugby Athlétique club castelroussin où sa mère travaille bénévolement. Déjà grand pour son âge, il continue à grandir, mesurant 1,90 mètre à treize ans puis deux mètres l'année suivante, il passe ensuite par les différentes sélections régionales et rejoint le pôle espoir de Tours où il est repéré par l'ASM Clermont, club dont il rejoint le centre de formation en 2010. Grâce à ses performances, son nouveau club lui propose de signer son premier contrat professionnel en 2013.
International dès les moins de 17 ans avec la France, il est également sélectionné avec les moins de 18 ans et les moins de 19 ans. En 2012, à 19 ans, il est appelé par Fabien Pelous et rejoint l'équipe de France des moins de 20 ans pour le championnat du monde au cours duquel la sélection française termine à la sixième place. Promu capitaine de l'équipe lors de l'édition suivante, il termine à la cinquième place de la compétition,.
Dans le même temps, il remporte trois titres de champion de France espoir avec l'AS Montferrand en 2011, en 2012 puis en tant que capitaine en 2014. Au cours de la finale de l'édition 2014, il inscrit un essai permettant à son équipe de s'imposer face aux espoirs de l'Aviron bayonnais.
En novembre 2013, il est retenu en équipe de France Universitaire pour affronter la Belgique, en compagnie de plusieurs de ses coéquipiers clermontois dont Étienne Falgoux. Ils s'imposent 36-12 lors de ce match. Il affronte également la Pologne puis l'équipe d'Angleterre Universitaire.

### Premiers pas chez les professionnels et finaliste du Top 14 2015 (2013-2015)

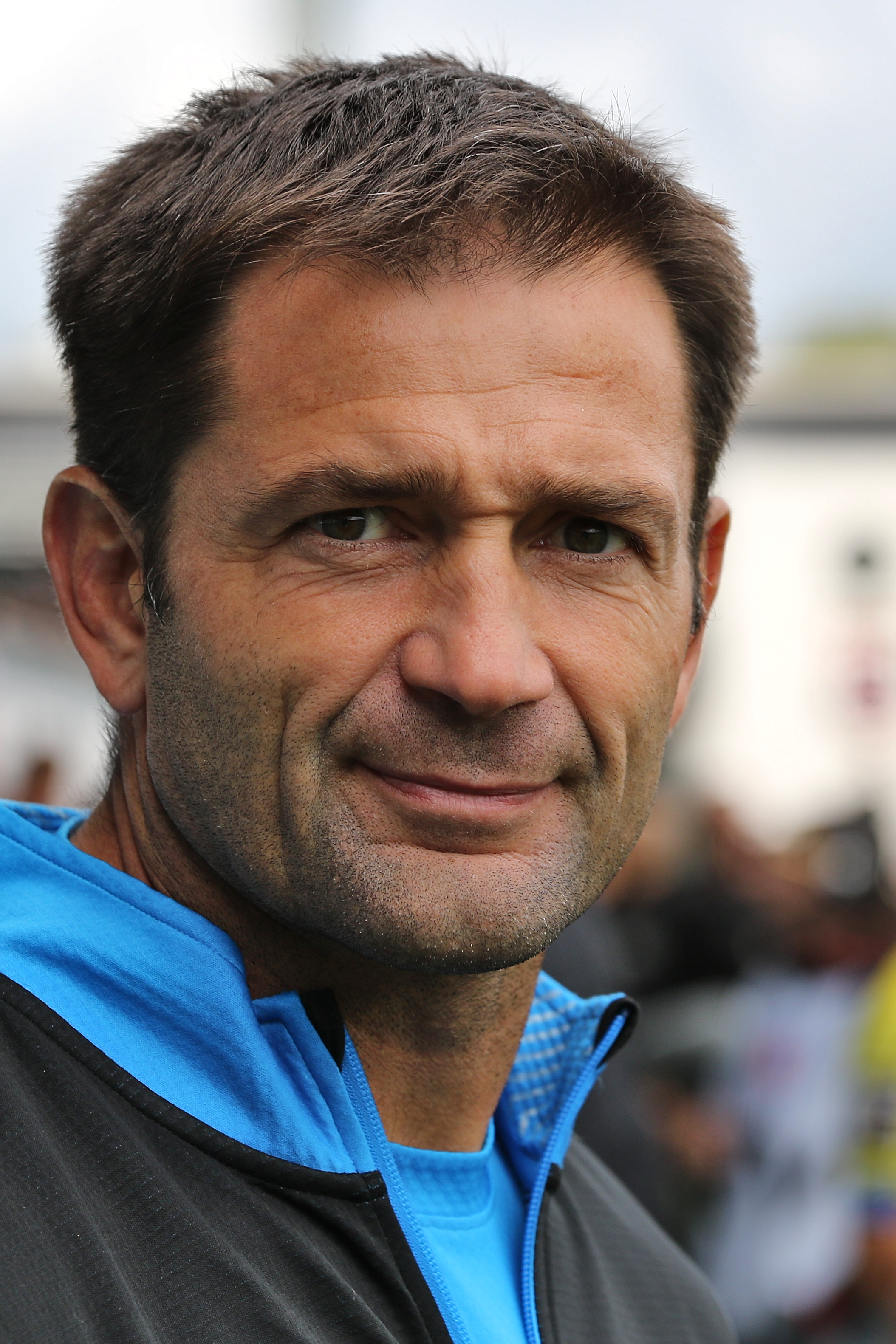
Franck Azéma, ici en 2015, est l'entraîneur de Paul Jedrasiak de 2013 à 2021.

Avec l'équipe fanion, il commence à faire des apparitions au cours de la saison 2013-2014 et signe sa première apparition dans le groupe professionnel lors d'une victoire 55 à 0 contre Bayonne le 4 septembre 2013, au stade Marcel-Michelin de Clermont-Ferrand. Il rentre à la 53e minute de jeu à la place de Julien Pierre, et dispute la fin de la rencontre au côté de Loïc Jacquet. Vern Cotter, entraineur de l'ASM Clermont, lui octroie sa deuxième participation à un match de Top 14 le 5 janvier 2014 où il joue 67 minutes contre le Stade toulousain en remplacement de Julien Pierre, blessé. Il dispute finalement trois matchs sur cette saison, après sa participation au match retour face à Bayonne.
En mai 2014, il devient champion de France universitaire de rugby avec l'université de Clermont face à l'université Paul-Sabatier de Toulouse, 24-10, où il est capitaine de l'équipe.
La saison 2014-2015 est celle de la confirmation. Après trois apparitions lors de la saison précédente, Paul Jedrasiak apparait plus régulièrement sur les feuilles de match. Il obtient sa première titularisation en professionnel contre le Lyon olympique universitaire le 28 décembre 2014. Régulièrement remplaçant, il profite de la longue blessure de Jamie Cudmore pour être titularisé lors des cinq derniers matches de la saison, dont la demi-finale du championnat, remportée contre le Stade toulousain, et la finale perdue au Stade de France contre le Stade français.

### Joueur important en club et premières sélections (2015-2024)
Il réalise un bon début de saison 2015-2016 en inscrivant ses deux premiers essais avec les professionnels, le premier lors de la première journée au stade Marcel-Deflandre contre le Stade rocherais à la 23e minutes et le second la semaine suivante à domicile face au FC Grenoble, à la 80e minute, permettant à son équipe de prendre le bonus offensif. Il profite du départ de Jamie Cudmore pour la coupe du monde 2015 afin de gagner du temps de jeu avec l'ASM Clermont. Le retour de ce dernier à l'issue de la compétition et l'arrivée du Sud-Africain Flip van der Merwe n'empêche pas Paul Jedrasiak de continuer à être régulièrement appelé par son entraîneur, Franck Azéma. Ses performances en Top 14 lui permettent de disputer pour la première fois la coupe d'Europe, à l'occasion de la double confrontation contre le club anglais des Exeter Chiefs,.
En décembre 2015, le nouveau sélectionneur Guy Novès le retient dans une liste de 30 joueurs, dont il est l'un des cinq non capés, pour un premier rassemblement de l'équipe de France où Novès désire exposer son projet de jeu. Il obtient sa première cape avec l'équipe de France lors du match opposant la France à l'Italie en ouverture du Tournoi des Six Nations 2016, le 6 février 2016, jour de son vingt-troisième anniversaire. Il réalise une bonne performance au cours du match et l'entraîneur des avants du XV de France, Yannick Bru, dit de lui : « Il a une très belle activité. Il a fait un match plein. On l'a beaucoup vu ballon en main, perforer et passer après contact. C'est exactement ce que l'on attend de lui. ». Il dispute quatre des cinq matchs du tournoi (son coéquipier de club Sébastien Vahaamahina lui est préféré sur le banc lors du match face à l'Écosse).
Il est en revanche appelé par Guy Novès pour prendre part au second match des bleus en Argentine en juin 2016. En effet, son club de Clermont se fait éliminer en demi-finale de Top 14, le rendant sélectionnable avec le XV de France. Il vient pour pallier le forfait de Geoffrey Palis. Il est donc remplaçant lors de ce match qui voit la France s'imposer 27 à 0.
Il ne fait qu'une apparition dans le Tournoi des Six Nations 2017, contre l'Italie.
En juin 2017, il est sélectionné pour jouer avec les Barbarians français qui affrontent l'équipe d'Afrique du Sud A les 16 et 23 juin en Afrique du Sud avant d'être finalement rappelé par Guy Novès en équipe de France, qui part également en tournée en Afrique du Sud, pour remplacer son coéquipier de club Arthur Iturria. Le sélectionneur lui maintient sa confiance lors des tests matchs de novembre, cette même année.
Ses coéquipiers Clermontois, Sébastien Vahaamahina et Arthur Iturria, lui sont préférés par Jacques Brunel au moment d'aborder le Tournoi des Six Nations 2018.
En début de saison 2023-2024, il est annoncé qu'il quitte son club formateur à l'issue de la saison.
À partir de la saison 2024-2025, il rejoint le Castres olympique.

## Statistiques

### En club
Paul Jedrasiak joue son premier match avec les professionnels de l'ASM Clermont le 2 septembre 2013 face à l'Aviron bayonnais en tant que remplaçant. Au total, il dispute 203 rencontres avec le club clermontois pour vingt essais inscrits.

### En équipe nationale
Paul Jedrasiak compte dix sélections avec l'équipe de France. Il obtient sa première sélection le 6 février 2016 contre l'équipe d'Italie, premier match du Tournoi des Six Nations 2016.

## Palmarès
- Vainqueur du Championnat de France espoirs en 2014 avec l'ASM Clermont Auvergne.
- Finaliste du Championnat de France en 2015 et 2019 avec l'ASM Clermont Auvergne.
- Finaliste de la Coupe d'Europe en 2017 avec l'ASM Clermont Auvergne.
- Vainqueur du Championnat de France en 2017 avec l'ASM Clermont Auvergne.
- Vainqueur du Challenge européen en 2019 avec l'ASM Clermont Auvergne.